# Maharem, Idlib
Maharem, Idlib (tiếng Ả Rập: محاريم) là một ngôi làng Syria nằm ở Saraqib Nahiyah ở huyện Idlib, Idlib. Theo Cục Thống kê Trung ương Syria (CBS), Maharem, Idlib có dân số 922 trong cuộc điều tra dân số năm 2004.